# کاروانسرای بستک
کاروانسرای بستک واقع در شهر بستک در بخش مرکزی شهرستان بستک در غرب استان هرمزگان، یکی از آثار تاریخی و از نقاط دیدنی استان هرمزگان در جنوب ایران است. این بنا با هدف مرمت و احیاء به بخش خصوصی واگذار گردیده‌است که اکنون تبدیل به محلی برای اقامت گردشگران شده‌است.
«کاروانسرای بستک» (کاروانسرا) سرپناهی و استراحتگاهی در مسیر جاده بازرگانی لار، بندر لنگه به بندرعباس بوده‌است.
این کاروانسرا دارای حیاط مرکزی بوده و در اطراف اصطبل‌ها، استراحت گاه‌ها قرار داشته بوده‌است،
کاروانسرا در دو ضلع شمالی وجنوبی و در ورودی ایوان ختم می‌شده‌است.
این بنای تاریخی سازه‌ای سنگی با مصالح گچ و اندودهای ساروجی است که بنیان کاروانسرا را تشکیل داده‌اند.
این کاروانسرا در زمان دوره قاجاریه ساخته شده و با شماره ثبت
۲۲۳۳ در فهرست آثار ملی ایران به ثبت رسیده‌است.
این اثر تاریخی در شهرستان بستک و در مسیر راه بازرگانی شیراز – لار – بندرلنگه به بندرعباس واقع شده‌است.
این اثر تاریخی در چند سال اخیر توسط سازمان میراث فرهنگی مرمت گردیده‌است.

## ثبت در فهرست میراث جهانی
در ۲۶ شهریور ۱۴۰۲ در جریان چهل و پنجمین اجلاس کمیته میراث جهانی یونسکو در ریاض، کاروانسرای بستک به‌همراه ۵۳ کاروانسرای تاریخی دیگر (جمعاً ۵۴ کاروانسرا در ۲۴ استان ایران) تحت عنوان کاروانسراهای ایرانی در فهرست میراث جهانی قرار گرفتند. این مجموعه جهانی به عنوان بیستمین و هفتمین اثر جهانی کشور ایران شناخته می‌شود.
۵۴ کاروانسراهای ثبت شده شامل: دیرگچین قم، پرند (قلعه سنگی) تهران، رباط شرف خراسان رضوی، سنگی انجیره یزد، جمال‌آباد آذربایجان شرقی، عباس‌آباد تایباد خراسان رضوی، فخر داوود خراسان رضوی، شیخعلی‌خان اصفهان، مرنجاب اصفهان، امین‌آباد اصفهان، گبرآباد کاشان، مهیار اصفهان، گز اصفهان، کوهپایه اصفهان، مزینان خراسان رضوی، ایزدخواست فارس، فخرآباد خراسان رضوی، سرایان خراسان جنوبی، قصر بهرام سمنان، آهوان سمنان، میامی سمنان، عباس‌آباد سمنان، میاندشت سمنان، زین‌الدین یزد، میبد یزد، فارس فرج فارس، خواجه‌نظر آذربایجان غربی، دهدشت کهگیلویه و بویراحمد، بیستون کرمانشاه، گنجعلی‌خان کرمان، گویجه بیل آذربایجان شرقی، خوی آذربایجان غربی، سنگی صائین، تی‌تی گیلان، باغ شیخ مرکزی، زعفرانیه خراسان رضوی، مهر خراسان رضوی، ینگه‌امام البرز، بستک هرمزگان، برازجان بوشهر، خرانق یزد، آجری انجیره یزد، افضل خوزستان، نیستانک اصفهان، چاه کوران کرمان، چمشک لرستان، رشتی یزد، تاج آباد همدان، ده محمد خراسان جنوبی، خان آذربایجان غربی، چهل پایه خراسان جنوبی، سعدالسلطنه قزوین و رباط قِلی خراسان شمالی است.

## نگارخانه

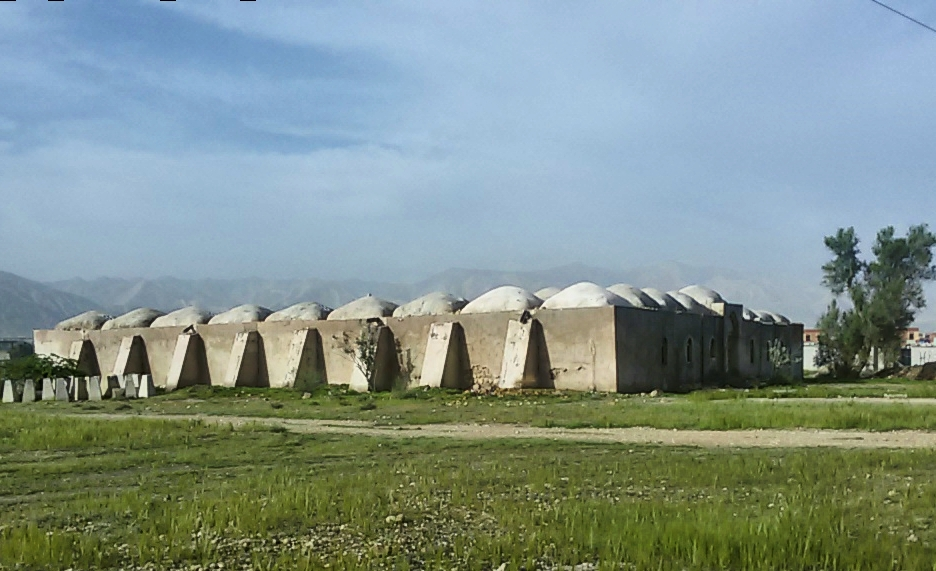

## فهرست منابع و مآخذ
- محمدیان، کوخردی، محمد. (شهرستان بستک و بخش کوخرد) ج۱. چاپ اول، دبی: سال انتشار ۲۰۰۵ میلادی.
- «آثار ثبت شده». اداره‌کل میراث فرهنگی، گردشگری وصنایع دستی استان هرمزگان. ۲۰ دی ۱۳۹۹. بایگانی‌شده از اصلی در ۱۶ ژانویه ۲۰۲۱. دریافت‌شده در ۱۶ ژانویه ۲۰۲۱.